# 上海公交18路

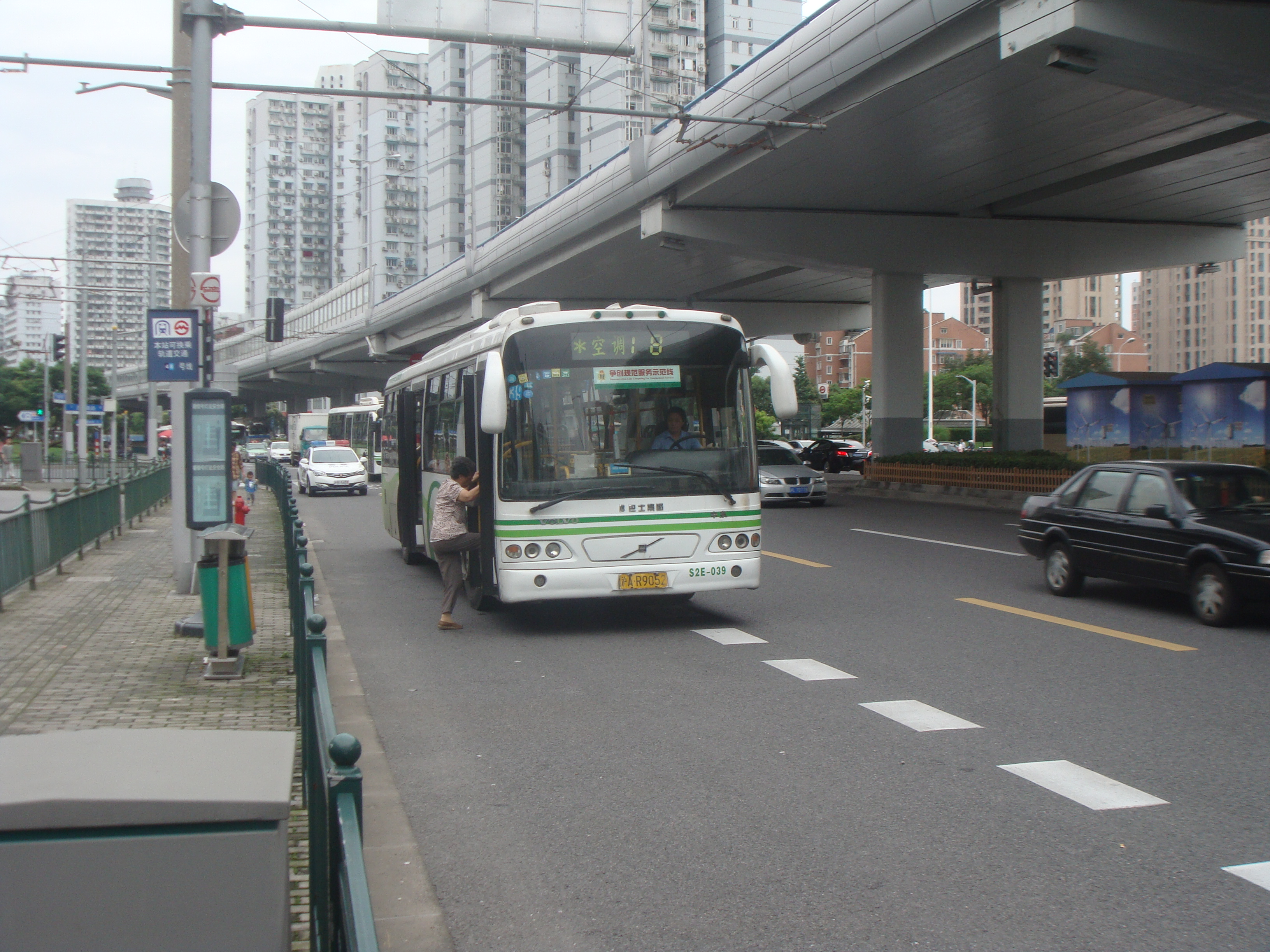
旧18路用车（SWB6120V3）

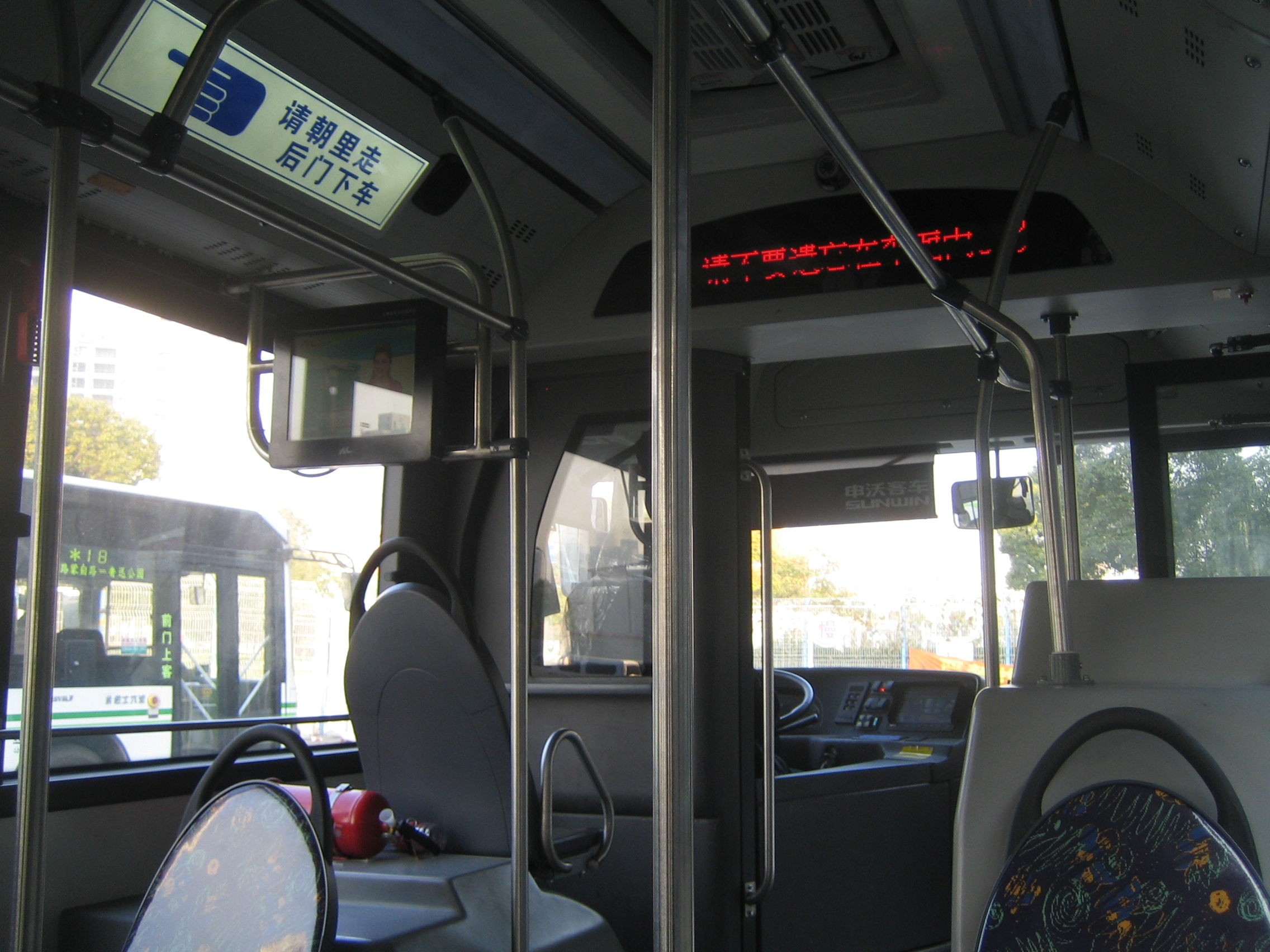
18路新车车厢

18路是上海市内一条公共汽车线路，原为无轨电车线路，2003年改为汽车。

## 路线基本资料

### 线路走向
- 上行：自龙华东路蒙自路起经中山南路、制造局路、肇周路、西藏南路、西藏中路、西藏路桥、西藏北路、天目中路、天目东路、宝山路、东江湾路至四川北路止。
- 下行：自四川北路起经武进路、河南北路、天目东路、天目中路、西藏北路、西藏路桥、西藏中路、西藏南路、中山南路至龙华东路止。

### 服务时间
- 龙华东路蒙自路：05:00-23:00
- 鲁迅公园：05:00-23:00

### 收费
全程单价RMB¥2，无人售票，线路实行公交换乘优惠，上海户籍70岁以上老人持社保卡可免费乘车（需本人使用）。

### 停站
- 上行︰龙华东路蒙自路 - 西藏南路龙华东路 - 中山南一路西藏南路 - 市九医院 - 制造局路斜土路 - 斜桥 - 老西门肇周路 - 西藏南路淮海东路 - 人民广场（福州路） - 西藏中路北京东路 - 西藏北路海宁路 - 天目东路山西北路 - 宝山路鸿兴路 - 东江湾路同心路 - 鲁迅公园

- 下行︰鲁迅公园 - 四川北路山阴路 - 横浜桥 - 四川北路东宝兴路 - 武进路河南北路 - 天目东路浙江北路 - 西藏北路曲阜路 - 西藏中路北京东路 - 人民广场（福州路） - 西藏南路淮海东路 - 老西门 - 西藏南路陆家浜路 - 西藏南路斜土路 - 西藏南路瞿溪路 - 西藏南路中山南一路 - 西藏南路龙华东路 - 龙华东路蒙自路

### 轨道交通换乘
- 1号线：人民广场站
- 2号线：人民广场站
- 3号线：宝山路站、东宝兴路站、虹口足球场站
- 4号线：西藏南路站、宝山路站
- 8号线：西藏南路站、陆家浜路站、老西门站、大世界站、人民广场站、曲阜路站、虹口足球场站
- 9号线：陆家浜路站
- 10号线：老西门站、四川北路站

### 途经重要地点
世博浦西园区（世博会博物馆）、大同中学、第九人民医院、蓬莱公园、复旦大学上海市红房子妇产科医院、老西门、淮海中路商业街、光明中学、人民广场商圈、格致中学、南京东路步行街、老北站、四川北路商业街、虹口足球场、鲁迅公园、多伦路名人文化街